# Oksimoron
Oksimoron (iz grško ὀξύς oksús – oster, rezek, jedek, piker; in μωρός mōros – neumen, nespameten) ali tudi bistroumni nesmisel je besedna figura, pri kateri je uporabljen pojem, ki je sestavljen iz protislovnih besed.

## Primeri
- delovni dopust
- edina izbira
- Edina stalnica so spremembe.
- Híti počasi.
- javna tajna
- Manj je več.
- Moja žena je mož beseda.
- Nisem tako bogat, da bi kupoval poceni. (angleški pregovor)
- odgovoriti z molkom
- resnična laž
- stare novice
- vrhunska polomija
- živi mrtvec